# زرادخانه دموکراسی

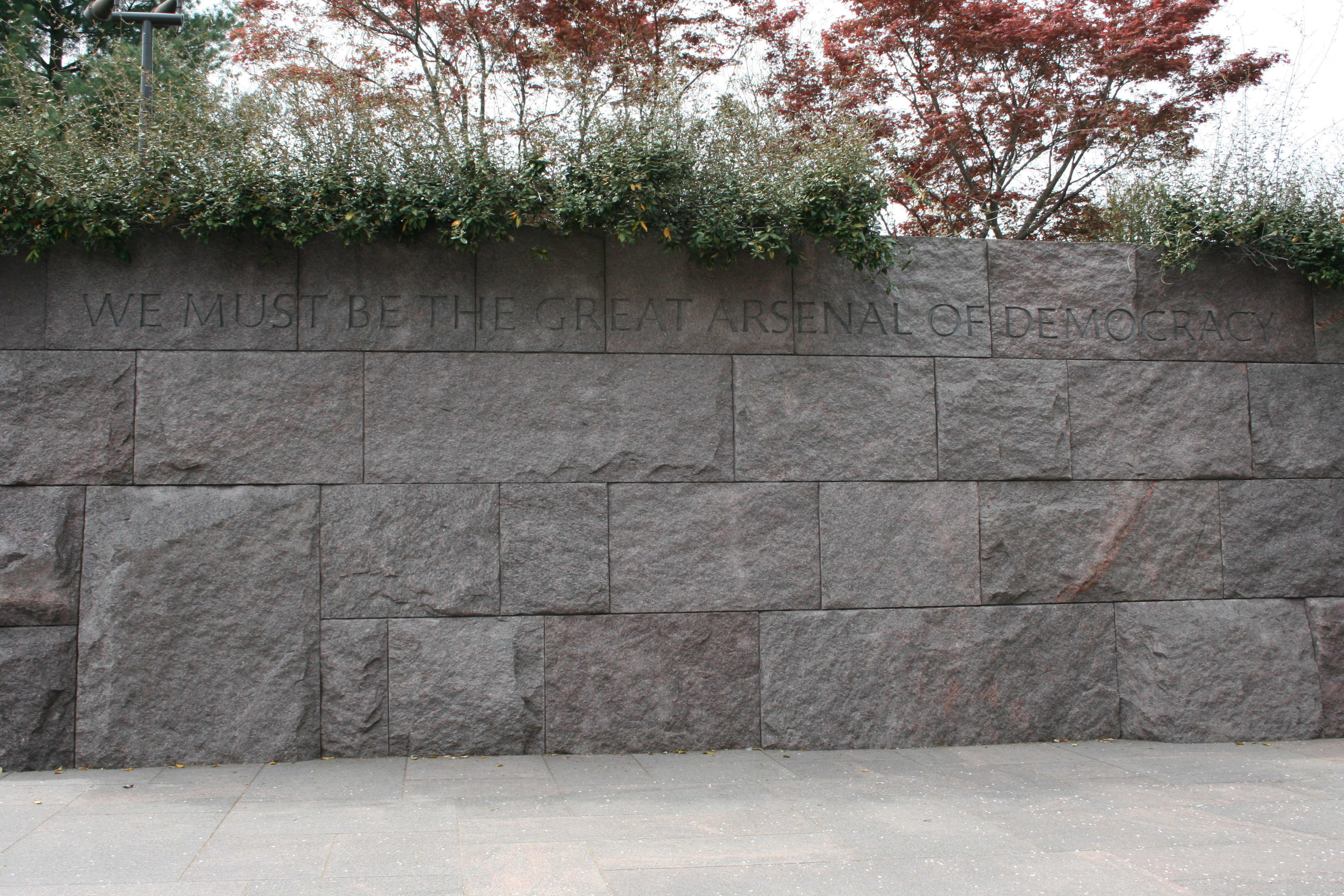
نمایی ار عبارت (Arsenal of Democracy, زرادخانه دموکراسی) از گفتگوی فرانکلین روزولت در ۲۹ دسامبر ۱۹۴۰، که بر روی سنگ‌بنای یادبود فرانکلین روزولت، حک‌شده‌است. - واشنگتن‌دی‌سی - ۲۰۰۸

زرادخانه دموکراسی (انگلیسی: Arsenal of Democracy) عبارت اصلی بود که توسط رئیس‌جمهور ایالات متحده، فرانکلین دلانو روزولت. -۱۹۴۵) در یک برنامه رادیویی در مورد تهدید امنیت ملی، در ۲۹ دسامبر ۱۹۴۰ ارائه شد - تقریباً یک سال قبل از ورود ایالات متحده به جنگ جهانی دوم (۱۹۴۵–۱۹۳۹). روزولت قول داد که با فروش تجهیزات نظامی به بریتانیا در مبارزه با آلمان نازی کمک کند در حالی که ایالات متحده از جنگ واقعی دور بماند. رئیس‌جمهور این هدف را یک سال قبل از حمله به پرل هاربر (۷ دسامبر ۱۹۴۱) اعلام کرد، در زمانی که آلمان بیشتر اروپا را اشغال کرده بود و بریتانیا را تهدید می‌کرد.